# أرسين مارتيروسيان
أرسين مارتيروسيان مواليد 17 أبريل 1977 في أرمينيا، هو ملاكم محترف أرمني بدأ مسيرته الاحترافية سنة 2004.

## إحصائيات
خاض خلال مسيرته 23 نزالا، فاز في 18 ولم يتعادل وخسر في 5. فاز بالضربة القاضية في 3 نزالا.

## روابط خارجية
- أرسين مارتيروسيان على موقع بوكس ريك (الإنجليزية) (registration required)